# Кеймбридж (тауншип, Миннесота)
Ке́ймбридж (англ. Cambridge) — тауншип в округе Исанти, Миннесота, США. В 2010 году его население составляло 2379 человек.
Тауншип был назван в честь тауншипа в центре штата Мэн поселенцами из той местности.

## География
По данным Бюро переписи населения США площадь тауншипа составляет 82,9 км², из которых 79,4 км² занимает суша, а 3,5 км² — вода (4,25 %). Тауншип частично окружает город Кеймбридж.

## Население
По данным переписи 2010 года население Кеймбриджа составляло 2379 человек (из них 50,6 % мужчин и 49,4 % женщин), было 860 домашних хозяйства и 676 семей. Расовый состав: белые — 97,3 %, афроамериканцы — 0,4 %, коренные американцы — 0,6 %, азиаты — 0,9 % и представители двух и более рас — 0,5 %.
Из 860 домашних хозяйств 66,5 % представляли собой совместно проживающие супружеские пары (26,0 % с детьми младше 18 лет), в 7,3 % домохозяйств женщины проживали без мужей, в 4,8 % домохозяйств мужчины проживали без жён, 21,4 % не имели семьи. В среднем домашнее хозяйство вели 2,76 человека, а средний размер семьи — 3,03 человека. В одиночестве проживали 16,2 % населения, 6,4 % составляли одинокие пожилые люди (старше 65 лет).
Население тауншипа по возрастному диапазону распределилось следующим образом: 24,2 % — жители младше 18 лет, 62,8 % — от 18 до 65 лет, и 13,0 % — в возрасте 65 лет и старше. Средний возраст населения — 43,1 года. На каждые 100 женщин приходилось 102,5 мужчины, при этом на 100 совершеннолетних женщин приходилось уже 102,2 мужчин сопоставимого возраста.
В 2014 году из 1981 трудоспособного жителя старше 16 лет имели работу 1332 человека. При этом мужчины имели медианный доход в 52 250 долларов США в год против 34 139 долларов среднегодового дохода у женщин. В 2014 году медианный доход на семью оценивался в 79 444 $, на домашнее хозяйство — в 69 215 $. Доход на душу населения — 33 233 $. 2,5 % от всего числа семей и 4,1 % от всей численности населения тауншипа находилось на момент переписи за чертой бедности.